# Лјетоли Доардо (Венеција)
Лјетоли Доардо (итал. Liettoli Doardo) је насеље у Италији у округу Венеција, региону Венето.
Према процени из 2011. у насељу је живело 31 становника. Насеље се налази на надморској висини од 3 м.